# ジョー・ダレンスバーグ
ジョー・ダレンスバーグ（Joe Darensbourg、1906年6月9日 - 1985年5月24日）は、ニューオーリンズを拠点とするアメリカ合衆国のジャズ・クラリネット奏者でサクソフォーン奏者。バディ・ペチ（Buddie Petit）、ジェリー・ロール・モートン、チャーリー・クリース（Charlie Creath）、フェイト・マラブル（Fate Marable）、アンディ・カーク（Andy Kirk）、ジョニー・ウィットワー（Johnny Wittwer）、キッド・オリー、ウィンギー・マノーン（Wingy Manone）、ジョー・リギンズ（Joe Liggins）、ルイ・アームストロングとの演奏で著名である。

## ディスコグラフィ
- The New Orleans Statesman
- "Louis Armstrong tour  in Australia" : ビデオで観られる。歌手のジュウェル・ブラウン（Jewel Brown）も出演している。